# Saint Sauveur River
Saint Sauveur River är ett vattendrag i Dominica.   Det ligger i parishen Saint David, i den sydöstra delen av landet, 17 km nordost om huvudstaden Roseau. Saint Sauveur River ligger på ön Dominica.